# Hauteville, Ardennes
Hauteville är en kommun i departementet Ardennes i regionen Grand Est (tidigare regionen Champagne-Ardenne) i nordöstra Frankrike. Kommunen ligger  i kantonen Château-Porcien som ligger i arrondissementet Rethel. År 2022 hade Hauteville 123 invånare.

## Befolkningsutveckling
Antalet invånare i kommunen Hauteville
Referens: INSEE